# Lajos Kürthy
Lajos Imre Kürthy  (ur. 22 października 1986 w Mohaczu) – węgierski lekkoatleta specjalizujący się w pchnięciu kulą, jak również (we wczesnym okresie kariery) w rzucie dyskiem, uczestnik igrzysk olimpijskich w Pekinie (2008), dwukrotny wicemistrz Europy juniorów z Kowna (2005), w rzucie dyskiem oraz pchnięciu kulą.

## Sukcesy sportowe
- mistrz Węgier juniorów w rzucie dyskiem – 2003
- wicemistrz Węgier juniorów w pchnięciu kulą – 2003
- trzykrotny halowy mistrz Węgier w pchnięciu kulą – 2006[1], 2009, 2010
- dwukrotny mistrz Węgier w pchnięciu kulą – 2006[2], 2010

| Rok  | Miasto     | Zawody                                | Konkurencja                 | Wynik                 |
| ---- | ---------- | ------------------------------------- | --------------------------- | --------------------- |
| 2003 | Sherbrooke | mistrzostwa świata juniorów młodszych | rzut dyskiem                | 4. miejsce            |
| 2005 | Kowno      | mistrzostwa Europy juniorów           | pchnięcie kulą rzut dyskiem | srebrny medal         |
| 2007 | Debreczyn  | młodzieżowe mistrzostwa Europy        | pchnięcie kulą rzut dyskiem | 5. miejsce 9. miejsce |
| 2007 | Jałta      | zimowy Puchar Europy                  | pchnięcie kulą              | 2. miejsce            |
| 2008 | Split      | zimowy Puchar Europy                  | pchnięcie kulą              | 1. miejsce            |
| 2008 | Bydgoszcz  | europejski festiwal lekkoatletyczny   | pchnięcie kulą              | 1. miejsce            |
| 2009 | Turyn      | halowe mistrzostwa Europy             | pchnięcie kulą              | 5. miejsce            |
| 2009 | Teneryfa   | zimowy Puchar Europy                  | pchnięcie kulą              | 1. miejsce            |
| 2009 | Praga      | memoriał Josefa Odložila              | pchnięcie kulą              | 3. miejsce            |
| 2010 | Arles      | zimowy Puchar Europy                  | pchnięcie kulą              | 3. miejsce            |

## Rekordy życiowe
- pchnięcie kulą – 20,78 – Mohacz 03/10/2008
- pchnięcie kulą (hala) – 20,23 – Budapeszt 20/02/2010
- rzut dyskiem – 56,89 – Kaposvár 07/05/2006